# Bongani Zungu
Bongani Zungu (Duduza, 1992. október 9. –) dél-afrikai labdarúgó, az AmaZulu középpályása.

## Sikerei, díjai
- Mamelodi Sundowns
  - Dél-afrikai bajnok: 2013–14, 2015–16
  - Dél-afrikai kupa: 2014–15
  - Dél-afrikai ligakupa: 2015–16
  - African Football League: 2022

- Rangers
  - Skót bajnok: 2020–21